# Das Omen (Album)
Das Omen ist ein gemeinsames Album der deutschen Rapper MC Basstard und Kaisa. Es wurde am 6. April 2007 über Distributionz, Horrorkore Entertainment und Hell Raisa Records veröffentlicht. Der Vertrieb erfolgte über Soulfood Music Distribution GmbH.

## Hintergrund
Die Idee zu einem gemeinsamen Album hatten die beiden Rapper bereits über einen langen Zeitraum vor Entstehung von Das Omen. Aufgrund zeitlicher Probleme verzögerte sich jedoch die Umsetzung. Kaisa und Basstard wählten schließlich die Instrumentals für das Album aus, was zwei Monate in Anspruch nahm. Anschließend nahmen die Rapper die Stücke im Hirntot Studio auf. Die Aufnahmen dauerten drei Monate.

## Titelliste
1. Es beginnt – 1:35
2. Das Omen – 4:06
3. Kino Tag – 3:49
4. Kein Alibi – 4:28
5. Angst vor Geistern – 4:27
6. Legal, Illegal, Scheissegal (feat. Skinny Al und GPC) – 5:20
7. Tag der Dämonen – 4:31
8. Kämpf – 4:27
9. Schwarzer Markt (feat. Blokkmonsta, GPC, Breity und AbuSex) – 5:15
10. Scream – 1:19
11. Drachengift – 3:38
12. Säge – 3:48
13. Monster (feat. 4.9.0 Friedhof Chiller) – 5:22
14. Nimm meine Hand – 4:56
15. Das jüngste Gericht – 4:02
16. Von Damals bis Heute (feat. Manny Marc und Frauenarzt) – 6:15
17. Der Imperator – 4:38
18. Es – 4:27
19. Was noch kommt – 3:24

## Produktion
Für die Produktion des Albums waren Basstard, DJ Korx, Masska Beats, Woroc, Buaka, F.A.K, Syndikate Beats, Balkan Beatz, Undercover Molotov, Flash Gordon, Blokkmonsta und Crizdova verantwortlich. Basstard selbst produzierte das einleitende Stück Es beginnt. DJ Korx steuerte die Melodien zu Das Omen und Es bei. Masska Beats produzierte das Lied Kino Tag, Woroc die Stücke Kein Alibi und Schwarzer Markt, Buaka den Song Angst vor Geistern und F.A.K die Lieder Legal Illegal Scheissegal, Von Damals bis Heute und Was noch kommt. Des Weiteren waren Syndikate Beats für Tag der Dämonen, Balkan Beatz für Kämpf und Undercover Molotov für Scream, Säge, Das jüngste Gericht und Der Imperator verantwortlich. Die Melodie zu Drachengift wurde von Flash Gordon beigesteuert. Außerdem produzierte Blokkmonsta den Song Monster und Crizdova das Stück Nimm meine Hand. Im Anschluss an die Aufnahmen im Hirntot Studio erfolgte die Abmischung im Studio 4 Berlin. Dort wurde auch der letzte Schritt der Produktion, das sogenannte Mastering, durch Matthias Millhoff durchgeführt.

## Illustration
Sowohl das Layout als auch das Design des Covers wurden von Kaisa und Bobby angefertigt.

## Vermarktung
Im Anschluss an die Veröffentlichung des Albums absolvierten Basstard und Kaisa eine gemeinsame Tournee unter dem Titel „Schluss mit lustig Tour 2007“. Diese begann am 13. April und endete nach acht Konzerten am 12. Mai 2007. Die Tournee wurde von OP-TEC Entertainment und RocX Entertainment veranstaltet. Als Begleitung waren der Rapper Skinny Al sowie die Gruppe 4.9.0. Friedhof Chiller vertreten.

## Rezeption

### Urheberrechtsverletzung
Aufgrund eines Urheberrechtstreit musste Das Omen bereits vier Monate nach der Veröffentlichung wieder aus dem Verkauf genommen werden. Die Rechteinhaber der Horrorfilm-Reihe Das Omen hatten den Rappern wegen der Verwendung des Titels Das Omen Urheberrechtsverletzung vorgeworfen. Am 30. Mai 2008 wurde das Album unter dem neuen Titel 666 (mit anderer Trackliste) wiederveröffentlicht.

### Indizierung
Ende 2010 entschied die Bundesprüfstelle für jugendgefährdende Medien sowohl das Album Das Omen als auch die Wiederveröffentlichung 666 zu indizieren. Seit dem 30. November 2010 darf die Veröffentlichung nicht mehr beworben und an Minderjährige verkauft werden.